# Johanna Lind
Johanna Karin Lind Bagge, född Lind den 13 oktober 1971, valdes till Fröken Sverige år 1993. Hon representerade senare samma år Sverige i den internationella skönhetstävlingen Miss Universum, där hon kom på 16:e plats. Lind kommer ursprungligen från Åtvidaberg i Östergötland.
Tillsammans med Saga Sjöberg deltog Johanna Lind 1993 i hundraårsfirandet till minne av Mae West.
Efter mandatåret som representant för Sverige flyttade Lind till New York, men återvände besviken. I Sverige har hon länge utsatts för förföljelse av så kallade stalkers.
Johanna Lind har läst ekonomisk linje i Linköping, och är senare även utbildad till massös och är själv utbildare i hud- och skönhetsvård och har varit en känd aktivist mot rökning.
2011 medverkade hon som permanent jurymedlem i musikprogrammet Copycat Singers.
Sedan 2018 medverkar Lind med sin make musikproducenten Anders Bagge i parets egen realityserie Cirkus Bagge på Sjuan.
År 2023 deltog hon i TV-programmen Let's Dance på TV4 och Underdogs på SVT.